# Pervers
La paraula perversió (del llatí pervertere, capgirar, invertir) va aparèixer en la llengua francesa en 1444 amb el significat de la conversió del bé en mal).
Actualment, en el seu sentit corrent, aquesta paraula denota un judici moral.
Aquests perversos poden arribar a ser assassins en sèrie, fan servir una violència sense testimonis ni proves, ningú veu res, és el que es coneix com a violència neta i poden arribar a destruir amb paraules. Sempre tracten de dominar als que escullen com a víctimes mitjançant la por. Utilitzen per a això les mentides, les amenaces i les burles, més d'altres tècniques perverses de desestabilització. El seu major fracàs és no atreure els altres al registre de la violència i aquesta és l'única manera de tallar la propagació del procés pervers.
En els "perversos" trobem una exacerbació de la funció crítica que els condueix a pasar el temps critican-lo tot i a tohom. Els perversos tracten de destruir qualitats morals difícils de robar, de les que careixen i de les quals no poden apropiar-se. Tracten de destruir qualitats morals com la bondat, el coratge, la valentia, la tendresa, l'empatia, les ganes de viure, la dolçor, la intel·ligència, etc. L'apropiació és la continuació lògica de l'enveja, Quan hom no té vida necessita apropiar-se de ella i si això no és possible necessita destruirla perquè no hi hagi vida enlloc. No tenen remordiments ni afectes. Solen escollir com a bocs expiatoris o víctimes a les quals destruir a persones transparents i comunicatives. El pervers és un individu sense empatia que considera que els individus són objectes i no persones i que gaudeix fent patir i gesticular. Actua com una ameba i tracta d'aconseguir el seu objectiu per tots els mitjans. Actuen sempre moguts per l'enveja. Els perversos no saben estar en soledat, no són gens autònoms i fracassen en la comunicació. A més a més estan buits, no tenen ànima i són immadurs i irresponsables. Utilitzen caretes com la de l'irònic o el bromista.